# 籏野義文
籏野 義文（はたの よしふみ、1936年10月13日 - 1995年2月28日）は日本のアニメプロデューサー。「籏」の字が一般にはあまり使用されないため、担当した作品のテロップ等では「旗野義文」と表記されることも多かった。

## 来歴・人物
東京都出身。血液型はAB型。青山学院大学卒業後、1959年に東映入社。1961年8月に東映動画に出向し、アニメ草創期から数多くの東映テレビアニメの企画・プロデューサーを務めた。代表作に『狼少年ケン』をはじめ、『サイボーグ009』、『パタリロ!』、『聖闘士星矢』など多数。『SLAM DUNK』放映中の1995年2月28日、口腔底上皮癌のため死去。享年58。籏野の死去後のプロデューサーはシリーズディレクターの西沢信孝が兼任という形で引き継いだ。

## 担当作品

### 映画
- アラビアンナイト・シンドバッドの冒険（1962年）
- ガリバーの宇宙旅行（1965年）
- サイボーグ009（1966年）
- サイボーグ009 怪獣戦争（1967年）
- ひょっこりひょうたん島（1967年）
- 空飛ぶゆうれい船（1969年）
- アリババと40匹の盗賊（1971年）
- マジンガーZ対暗黒大将軍（1974年）
- これがUFOだ!空飛ぶ円盤（1975年）
- 世界名作童話 白鳥の王子（1977年）

#### テレビ
- 狼少年ケン（1963年 - 1965年）
- ハッスルパンチ（1965年 - 1966年）
- キックの鬼（1970年 - 1971年）
- さるとびエッちゃん（1971年 - 1972年）
- デビルマン（1972年 - 1973年）
- ミクロイドS（1973年）
- ドロロンえん魔くん（1973年 - 1974年）
- 少年徳川家康（1975年）
- ピンク・レディー物語 栄光の天使たち（1978年 - 1979年）
- パタリロ!（1982年 - 1983年）
- ベムベムハンターこてんぐテン丸（1983年）
- とんがり帽子のメモル（1984年 - 1985年）
- はーいステップジュン（1985年）
- 聖闘士星矢（1986年 - 1988年）
- もーれつア太郎（1990年）
- まじかる☆タルるートくん（1990年 - 1992年）
- スーパービックリマン（1992年 - 1993年）
- GS美神（1993年）
- SLAM DUNK（1993年 - 1995年）
- 世界名作童話シリーズ ワ〜ォ!メルヘン王国（1995年）

#### OVA
- 戦え!超ロボット生命体トランスフォーマー スクランブルシティ発動編（1986年）